# 札幌青藓
札幌青藓（学名：Brachythecium sapporense）为真藓科青藓属下的一个种。

## 扩展阅读
- 維基物種上的相關：札幌青藓